# Alchemilla anisopoda
Alchemilla anisopoda é uma espécie de rosácea do gênero Alchemilla, pertencente à família Rosaceae.